# Arena live
Arena live is een livealbum van Arena. Het album is opgenomen tijdens de promotietoer van Arena voor hun album The seventh degree of separation gedurende het najaar 2011 en 2012. Het was de tournee waarbij de nieuwe zanger Paul Manzi werd geïntroduceerd.  Na de optredens viel de band weer uit elkaar en ging Nolan weer verder met zijn eigen projecten. Het jaar 2013 werd voornamelijk besteed aan de heruitgave van Contagion.

## Musici
- Paul Manzi – zang
- John Mitchell – gitaar, zang
- John Jowitt – basgitaar, zang
- Clive Nolan – toetsinstrumenten, zang
- Mick Pointer – slagwerk, percussie

## Muziek
| Nr. | Titel                     | Duur |
| --- | ------------------------- | ---- |
| 1.  | The great escape          | 4:36 |
| 2.  | Bedlam Fayre              | 6:04 |
| 3.  | A crack in the ice        | 4:42 |
| 4.  | (Don’t forget to) breathe | 4:42 |
| 5.  | Rapture                   | 4:29 |
| 6.  | The ghost walks           | 3:17 |
| 7.  | One last au revoir        | 5:13 |
| 8.  | What if                   | 4:10 |
| 9.  | Burning down              | 4:28 |
| 10. | Serenety                  | 2:20 |
| 11. | Ascension                 | 5:17 |

| Nr. | Titel                  | Duur  |
| --- | ---------------------- | ----- |
| 1.  | Valley of the kings    | 10:21 |
| 2.  | The eyes of Laura Moon | 4:32  |
| 3.  | Ghost in the firewell  | 4:02  |
| 4.  | Crying for help IV     | 5:50  |
| 5.  | City of lanterns       | 1:26  |
| 6.  | Riding the tide        | 3:50  |
| 7.  | The tinder box         | 3:50  |
| 8.  | Solomon                | 13:54 |
| 9.  | Crying for help VII    | 4:31  |
| 10. | The visitor            | 7:03  |